# هرمان مولر (عالم)
هرمان مولر (بالإنجليزية: Hermann Müller)‏ (و. 1850 – 1927 م) هو عالم نبات سويسري، ولد في تيغرفيلن، توفي في فيدنسفيل، عن عمر يناهز 77 عاماً.

## التعليم
تعلم في المعهد الفدرالي السويسري للتكنولوجيا في زيورخ.